# Wien – Tag & Nacht
Wien – Tag & Nacht ist eine deutschsprachige Reality-Seifenoper des österreichischen Fernsehsenders ATV, die vom Kölner Produktionsunternehmen filmpool produziert wurde. Die Handlung und die von Laiendarstellern dargestellten Figuren sind frei erfunden. Die Serie besteht aus insgesamt 100 Episoden, die zwischen 2014 und 2015 ausgestrahlt wurden. Die Serie ist nach Köln 50667 der zweite deutschsprachige Ableger von Berlin – Tag & Nacht. Die Sendung begleitet Personen im Teenager- bis Erwachsenenalter an unterschiedlichen Orten Wiens, wie sie versuchen, ihr alltägliches Leben mit seinen Höhen und Tiefen zu bewältigen.

## Inhalt
Die Sendung beschäftigt sich mit Figuren, die in ihrem Alltag mit Konflikten jeglicher Art und Weise zu tun haben. Inmitten der Auseinandersetzungen befinden sich Themen wie Freundschaft, Loyalität, Liebe und Eifersucht. Des Weiteren werden persönliche Lebensziele der Protagonisten angesprochen und es wird gezeigt, wie diese alles geben, um ihre Träume und Wünsche irgendwann verwirklichen zu können.

## Besetzung
| Schauspieler          | Rollenname          | Episoden | Zeitraum |
| --------------------- | ------------------- | -------- | -------- |
| Maximilian Ratzenböck | Konstantin Auerberg | 1–100    | 2014     |
| Katharina Trattner    | Theresa             | 1–100    | 2014     |
| Oliver Capizelly      | Tiziano             | 1–100    | 2014     |
| Astrid Profoss-Golser | Marlene Hausne      | 1–100    | 2014     |
| Marcel Schranz        | Georg               | 1–100    | 2014     |
| Raphael Hann          | Franz Brunner       | 1–100    | 2014     |
| Manfred Wagner        | Jürgen              | 1–100    | 2014     |
| Moritz Sageder        | Kaspar              | 1–100    | 2014     |
| Harald Birnstingl     | Willi Fink          | 1–100    | 2014     |
| Philipp Mirth         | Chris               | 1–100    | 2014     |
| Sabrina Kozlica       | Vanessa             | 1–100    | 2014     |
| Eric Renar            | Paul Brunner        | 1–100    | 2014     |
| Nadine Trinker        | Vicky               | 1–100    | 2014     |
| Vina Kränk            | Nela                | 2–100    | 2014     |
| Mattias Grassl        | Michi               | 2–100    | 2014     |
| Victoria Marx         | Kitty               | 2–100    | 2014     |
| Valentina Simic       | Jasmin              | 2–100    | 2014     |

- Maximilian Ratzenböck bekam nach dem Ende von Wien – Tag & Nacht eine Rolle bei Köln 50667.
- Nadine Trinker war nach Wien – Tag und Nacht bei Berlin Models zu sehen.

## Ausstrahlungsnotiz
Die Sendung wurde ab dem 17. Februar 2014 zunächst werktäglich im am Fernsehmarkt stark umkämpften Vorabendprogramm um 18:15 Uhr ausgestrahlt. Aufgrund der schlechten Einschaltquoten wurde sie dann ab dem 6. Mai 2014 jedoch nur noch einmal wöchentlich im späteren Hauptabendprogramm des Senders, am Dienstag um 21:20 Uhr, ausgestrahlt. Im Juni 2014 wurde der Sendeplatz erneut um eine Stunde nach hinten verlegt, damit lief das Format nun bis zum Ende am 5. August 2014 am Dienstag um 22:20 Uhr. Am 12. Januar 2015 begann ATV die Serie werktäglich um 7:00 Uhr zu wiederholen. Dabei sollen auch bisher nicht gesendete Episoden erstmals ausgestrahlt werden.

## Einschaltquoten
Die Auftaktepisode vom 17. Februar 2014 wurde von 61.000 Zuschauern gesehen und erreichte damit 6 Prozent aus der werberelevanten Zielgruppe der 12- bis 49-Jährigen und 11,9 Prozent aus der jungen Zielgruppe der 12- bis 29-Jährigen. Der Senderschnitt wurde dementsprechend in beiden Zuschauergruppen übertroffen. Am 3. April 2014, also mit Folge 34, erzielte die Serie in Sachen Einschaltquoten einen neuen Tiefpunkt. Mit genau 17.000 Zuschauern lag man in der jungen Zielgruppe mit 2,0 Prozent unter dem Senderschnitt.

## Absetzung
Am 10. April 2014 kündigte ATV an, Wien – Tag & Nacht nicht für eine zweite Staffel zu verlängern. Grund seien die schlechten Quoten. Es sollten ursprünglich trotzdem noch alle 100 geplanten Folgen gesendet werden, aber wegen der anhaltend schlechten Zuschauerzahlen wurde die Serie dann nach 67 ausgestrahlten Folgen am 5. August 2014 abgesetzt. Es wurden jedoch mehr Episoden als die bis dahin gesendeten produziert, diese sollen 2015 ausgestrahlt werden.